# Fonotax
Fonotax (av gr. φωνή ’ljud’ och ταξις ’sekvens’), den del av fonologin som handlar om hur olika fonem kan kombineras i ett språk. Fonotaxen varierar mycket mellan olika språk, och det finns ofta inom ett språk olika fonotax för stavelsens ansats respektive koda. Till exempel är /rst/ en möjlig koda i svenskan, i ord som först, medan /rst/ vore en omöjlig stavelseansats.
Fonotaxen står ofta i förhållande till en sonoritetsskala; det innebär att stavelsen har en stigande sonoritet från ansatsens första (eller enda) segment till stavelsens kärna (vanligen bestående av en vokal) som har högst sonoritet. Kodan, om sådan finns, har lägre (och om den är komplex fallande) sonoritet. Fonotaxen kan dock medge kluster som står i strid med sonoritetsprincipen, till exempel i ordet struts, där /s/ har högre sonoritet än /t/, vilket ger en fallande–stigande–fallande–stigande sonoritet.